# 分段考慮動議
分段考慮動議（consider by paragraph or seriatim）是一項議事程序，動議目的在於分離某報告或冗長的動議案為段落、章節、主題或決議，使各部份分別討論。此動議有別於分開動議，後者用於將某一動議案分為兩個獨立的動議案，兩動議案其一即使被否決，也不會影響到另一個動議案。